# Kabelo Dambe
Kabelo Dambe (ur. 10 maja 1990 we Francistown) – piłkarz botswański grający na pozycji bramkarza. Od 2019 roku jest zawodnikiem klubu Township Rollers.

## Kariera klubowa
Dambe jest wychowankiem klubu Township Rollers ze stolicy Botswany, Gaborone. W 2008 roku zadebiutował w jego barwach w botswańskiej pierwszej lidze. W sezonie 2009/2010 sięgnął z nim po dublet - mistrzostwo i Puchar Botswany. W sezonie 2010/2011 został mistrzem kraju. W 2012 roku odszedł do południowoafrykańskiego Platinum Stars FC, z którym w sezonie 2012/2013 został wicemistrzem kraju. W 2015 roku wrócił do Township Rollers. W sezonie 2015/2016 został wicemistrzem, a w sezonach 2016/2017 i 2017/2018 wicemistrzem Botswany. Od początku 2018 do lata 2019 był zawodnikiem Bloemfontein Celtic FC. W 2019 wrócił do Township Rollers. W sezonach 2019/2020 i 2021/2022 został z nim wicemistrzem kraju.

## Kariera reprezentacyjna
W reprezentacji Botswany Dambe zadebiutował 30 marca 2011 w zremisowanym 1:1 towarzyskim meczu z Marokiem. W 2012 roku został powołany do kadry na Puchar Narodów Afryki 2012.